# William Hendricks
William Hendricks (Westmoreland megye, 1782. november 12. – Madison, 1850. május 16.) az Amerikai Egyesült Államok szenátora (Indiana, 1825–1837).